# Lago di Andalo
Il lago di Andalo è l'unico lago periodico in provincia di Trento. Si trova ad un livello di 998 metri slm. In condizioni normali il lago di Andalo si riempie dai primi di aprile fino a metà giugno, poi cala di livello rapidamente fino a scomparire del tutto e ricomparire durante le piogge autunnali. Raggiunto il livello massimo, l'acqua in più si versa tramite un canale artificiale creato per evitare esondazioni nel Rio Lavezol. Da un punto di vista morfologico si tratta di una conca rocciosa calcarea riempita in parte di ciottoli e di sabbia. Le sue acque non sono particolarmente ricche: l’unica specie di pesce presente è la sanguinerola

## Descrizione
Situato sullo spartiacque tra Noce e Sarca, il lago non ha né un afflusso né un deflusso. È alimentato nel sottosuolo da alcune sorgenti carsiche, mentre l'acqua di infiltrazione alimenta il Rio Lambin, che ha la sua sorgente a sud del lago. Il livello e la dimensione dell'acqua sono fortemente influenzati dalle fluttuazioni stagionali. Il lago di Andalo raggiunge solitamente il suo apice in primavera dopo lo scioglimento delle nevi tra aprile e metà giugno. Durante questo periodo può coprire un'area fino a 50 ettari e raggiungere un'altezza massima intorno ai 13m, prima di prosciugarsi quasi completamente in estate e riempirsi lentamente di nuovo con le piogge autunnali. Nelle annate particolarmente piovose, il lago tramite un canale artificiale sfocia nel Rio Lavezol. Viene anche inserito sulle mappe come area paludosa.

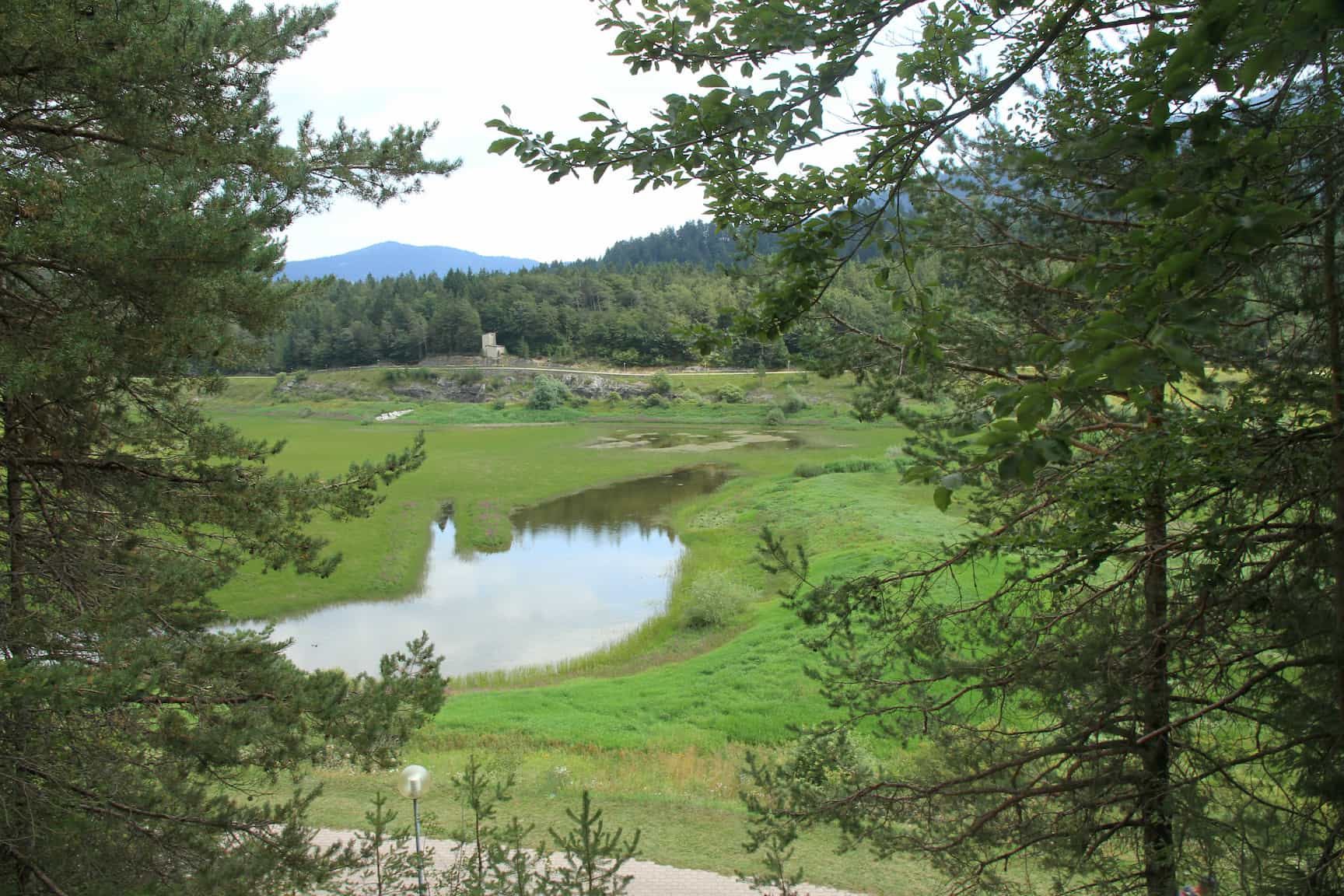
Il lago di Andalo nel periodo in cui è più basso

## Fauna
La zona è area di riproduzione del Rospo comune. In primavera avviene dal fecondazione e la deposizione delle uova. In estate i rospetti lasciano l'acqua riversandosi sulle zone limitrofe al lago. 
L'unico pesce presente è la sanguinerola che viene predata dai vari uccelli che sostano sulle rive del lago.